# Cedar City

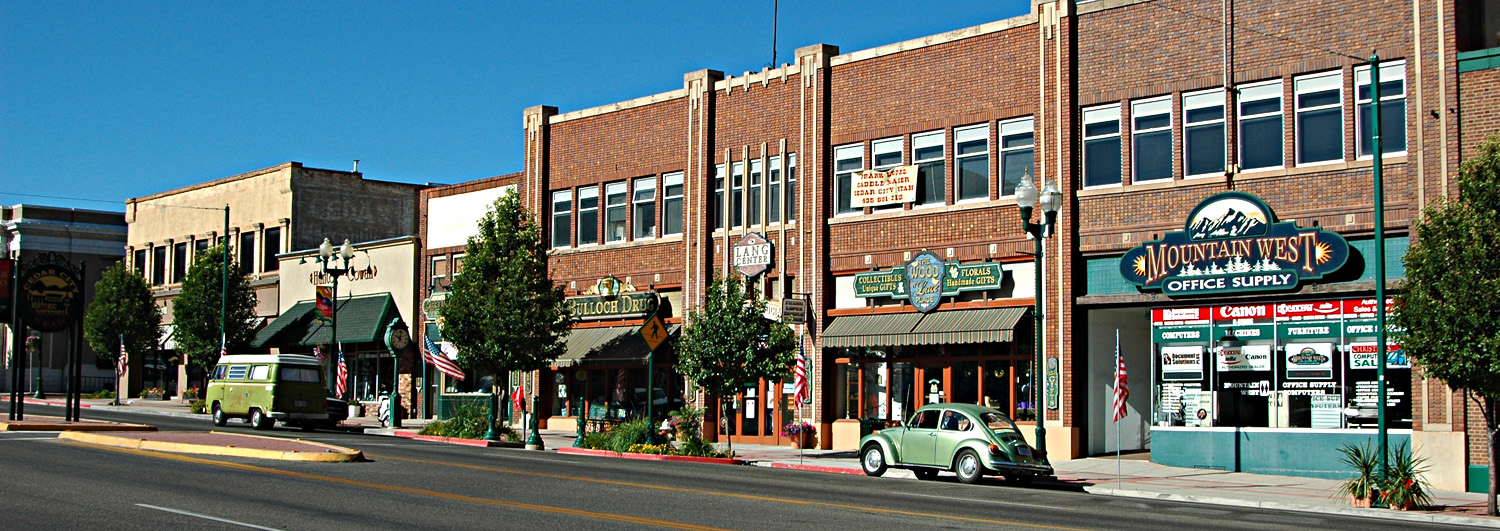
Centrum miasta

Cedar City – miasto w amerykańskim stanie Utah, największe miasto hrabstwa Iron. Według spisu ludności z 2000 roku liczyło 20 527 mieszkańców. Przez miasto przebiega autostrada międzystanowa nr 15. W pobliżu miasta znajduje się Port lotniczy Cedar City.